# Aspitates stschurovskii
Aspitates stschurovskii là một loài bướm đêm trong họ Geometridae.